# Humes Prinzip
Humes Prinzip ist ein Prinzip der Logik, das von David Hume in A Treatise of Human Nature aufgestellt und von George Boolos Humes Prinzip oder HP genannt wurde.
Humes Prinzip lautet: Die Anzahl der Fs ist gleich der Anzahl der Gs genau dann, wenn es eine Bijektion zwischen den Fs und den Gs gibt.
Gottlob Frege verwendet Humes Prinzip in seiner Philosophie, um aus ihm gemäß Freges Theorem die Peano-Axiome der Arithmetik abzuleiten, was die Grundlage des Neo-Logizismus ist.
Freges Auffassung der Zahlen unterscheidet sich von der Georg Cantors, da Frege Kardinal- und Ordinalzahlen unabhängig voneinander definiert. Cantors Definition der Kardinalzahlen mittels der Ordinalzahlen ist allerdings Bestandteil von Theorien der transfiniten Zahlen.